# St. Marien (Stadtilm)

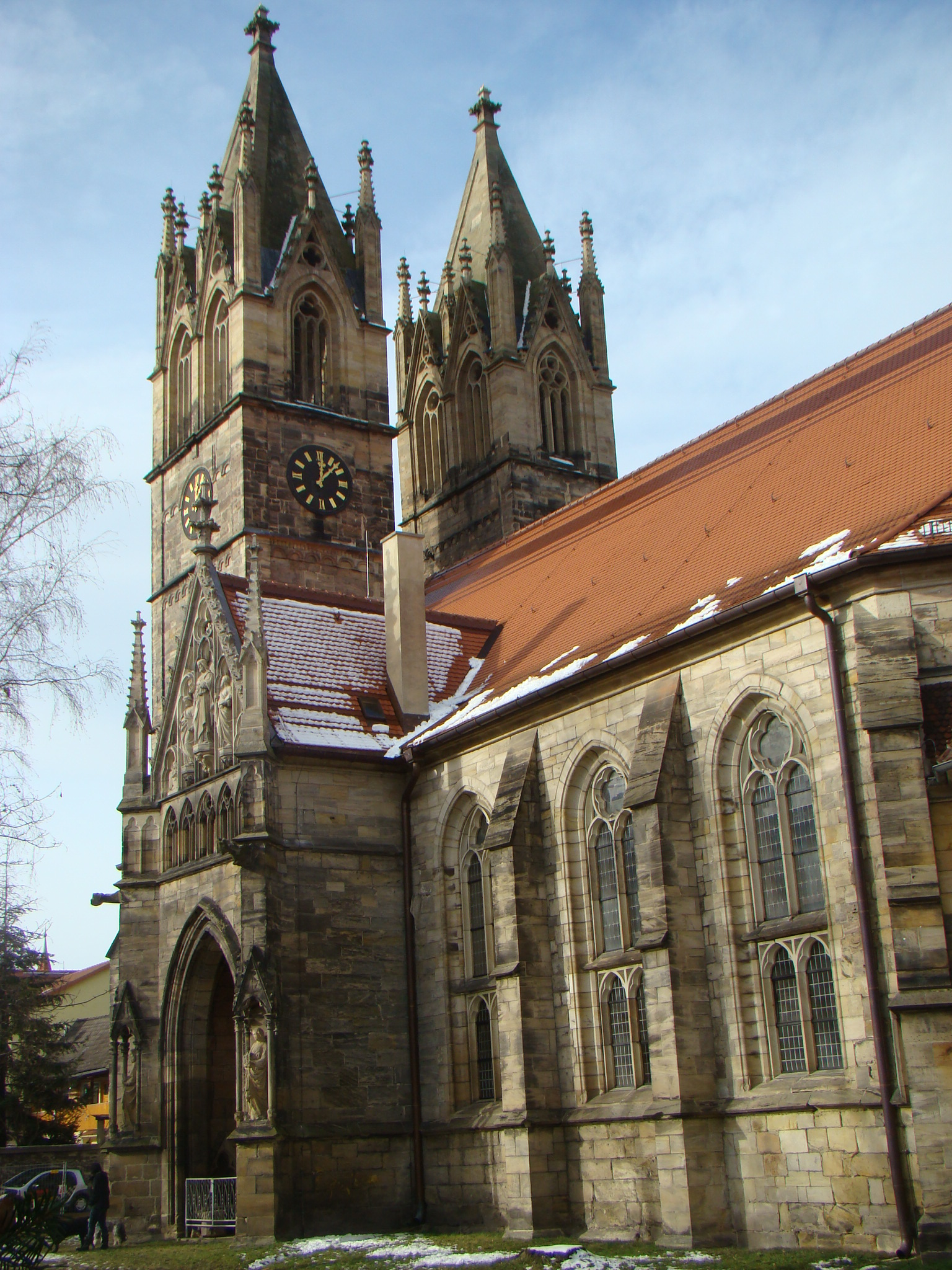
Die Stadtkirche von Südosten

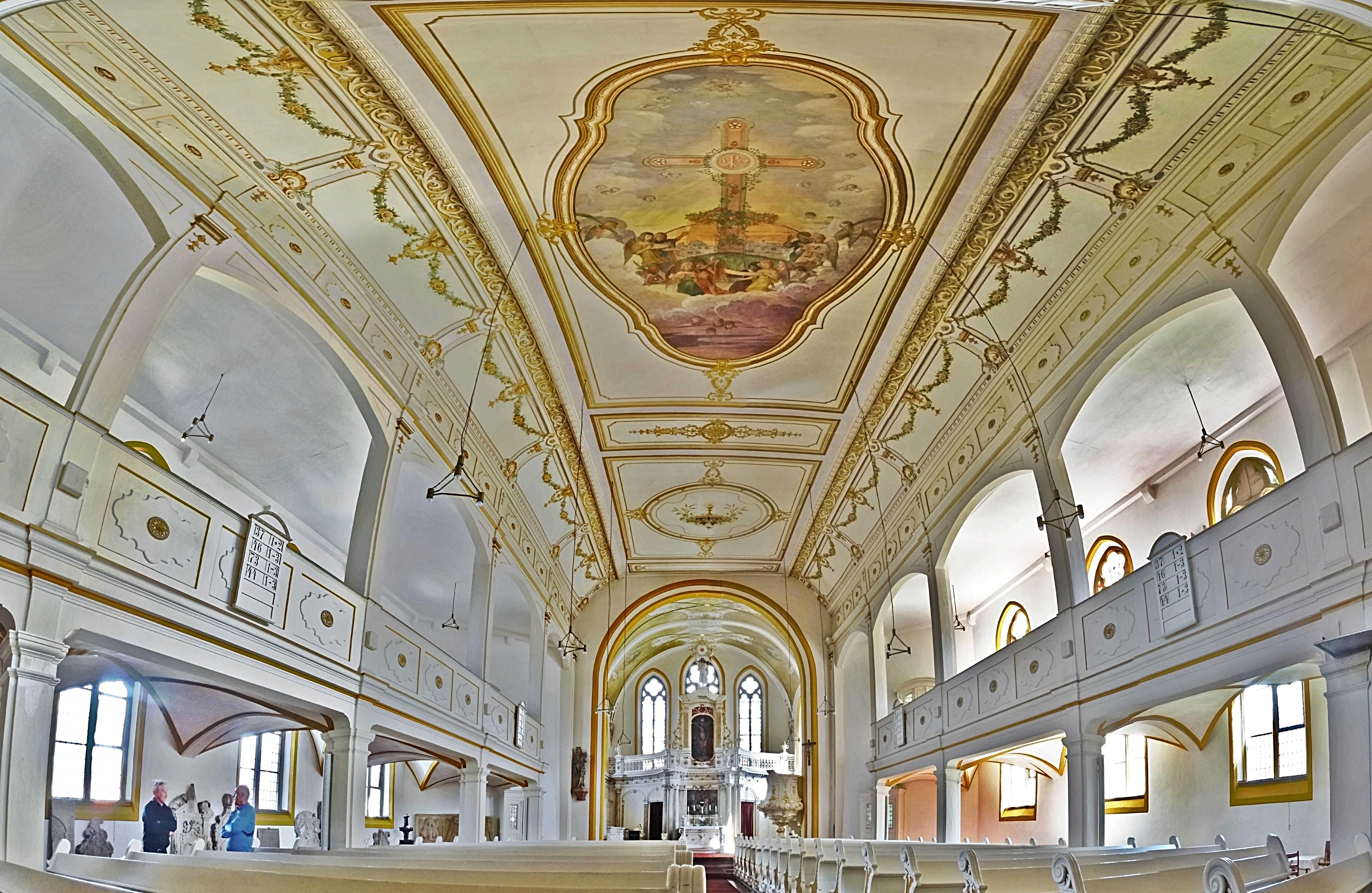
Innenraum-Panorama

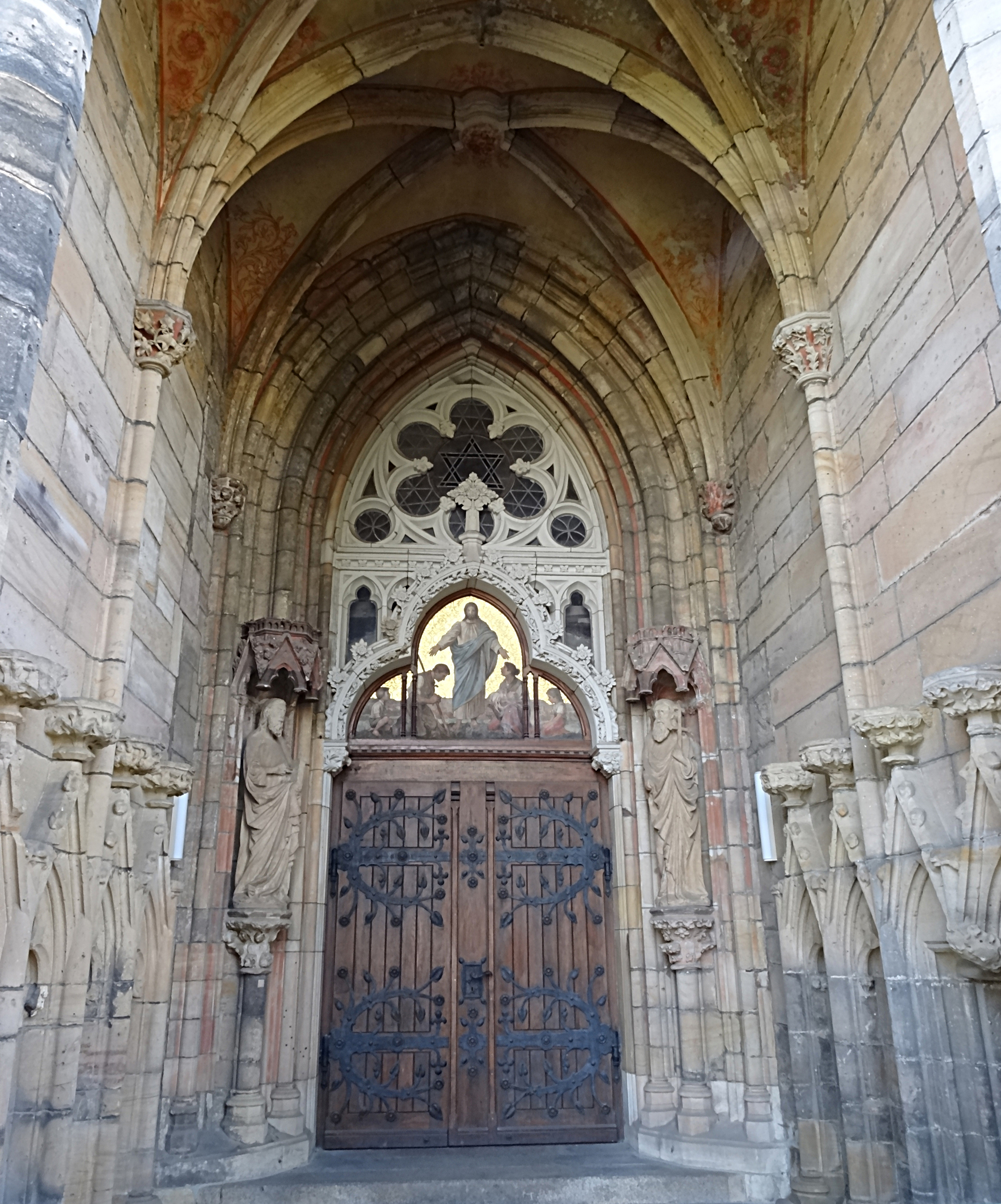
Inneres der Portalvorhalle

Die evangelische Stadtkirche St. Marien steht in der Kleinstadt Stadtilm im Ilm-Kreis in Thüringen. Sie gehört zur Kirchengemeinde St. Marien Stadtilm im Kirchenkreis Arnstadt-Ilmenau der Evangelischen Kirche in Mitteldeutschland.

## Besonderheiten
Östlich des Marktes, durch eine Häuserreihe getrennt, befindet sich die stattliche Stadtkirche St. Marien mit den Zwillingstürmen. Die Doppelturmanlage ist 42 Meter hoch und besitzt ein 2 Meter großes Zifferblatt der Turmuhr. Das Geläut besitzt drei Glocken aus Bronze.
Die Stadtkirche ist das Wahrzeichen der Stadt Stadtilm.

## Geschichte

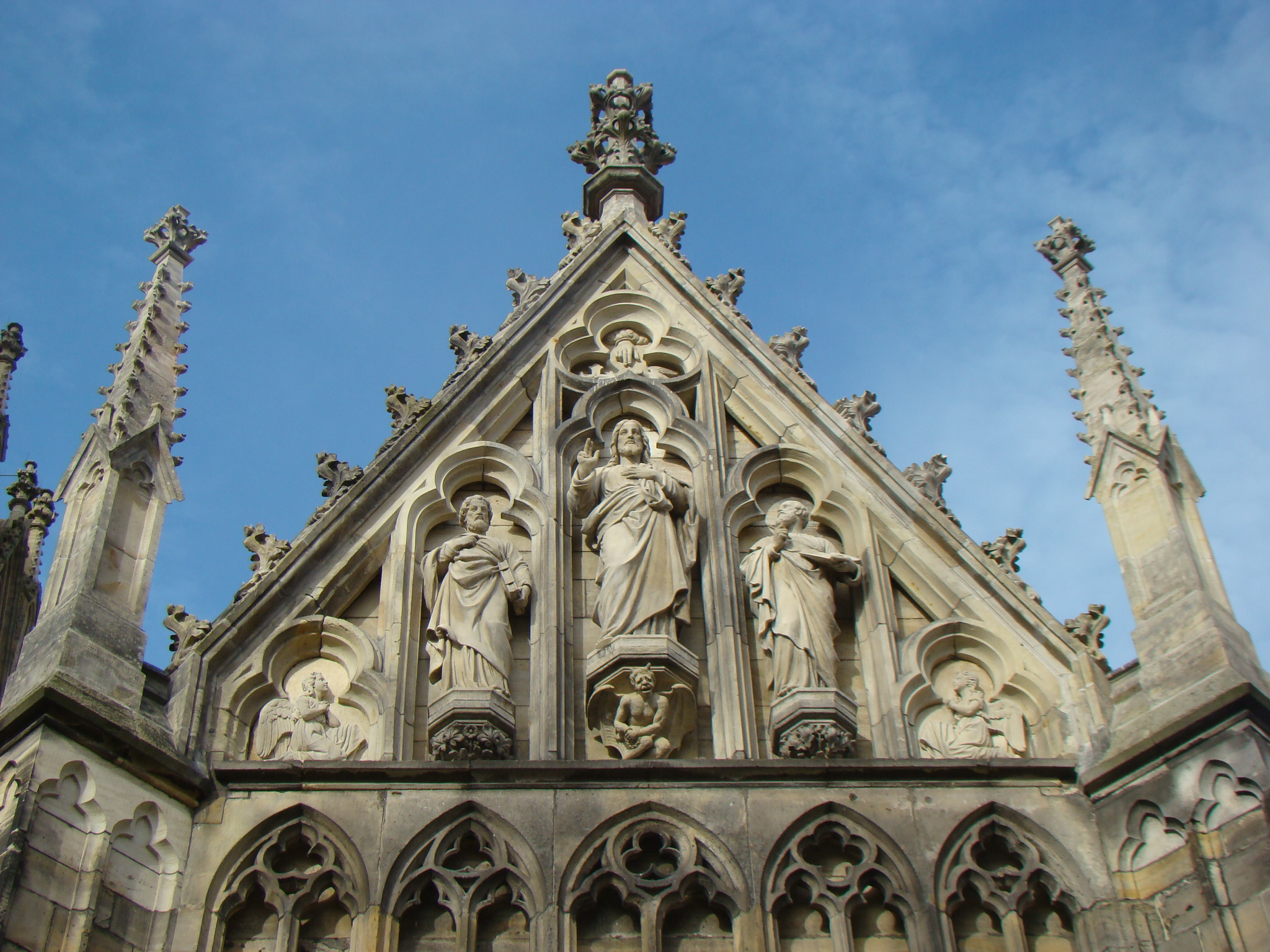
Giebel der Portalvorhalle

Der Bau am Gotteshaus wurde im 12. Jahrhundert begonnen und 1235 durch Bischof Wilhelm von Havelberg geweiht. 1533 nahm die Kirche die Reformation an.
Am 1. August 1780 geriet bei einem Stadtbrand auch die Kirche beträchtlich in Mitleidenschaft. Nur die Außenmauern und die ausgebrannten Türme blieben. Nach neun Jahren war der Innenraum der Kirche im Spätbarock wieder instand gesetzt. Zum ursprünglichen Bauwerk gehören die zweitürmigen Westfassade, der gerade Chorschluss sowie das Nord- und das Südportal des Langhauses mit ihren Vorhallen. Nach 1784 wurde eine eingreifende Veränderung der Ostpartie vorgenommen, wobei die östliche Umfassungsmauer abgebrochen und eine stumpfwinklig zum Chor verlaufende Verbindungsmauer eingefügt wurde, wodurch die Gestalt des Langhauses und des Chores vereinfacht und beide mit niedrigeren Außenmauern und einem Satteldach versehen wurden.
Im Inneren wurden Langhaus und Chor mit Holzdecken und mit einer neuen Innenausstattung versehen. Der Altaraufbau mit korinthischen Säulen und Pilasterordnung sowie der Orgelprospekt wurden erneuert.
Im Zuge einer gotisierenden Generalsanierung von 1899 bis 1903 wurde der Südturm mit einem Treppenaufgang ausgestattet. Im Jahr 1947 wurden Kriegsschäden beseitigt und später die Turmhelme saniert.
Die Brücke zwischen den Türmen war überflüssig und wurde abgebaut, aber stilisiert dargestellt.
Die im Krieg eingeschmolzenen Orgelpfeifen im Prospekt fehlen noch heute. Die Fehlstellen wurden mit Schnitzwerk gefüllt.

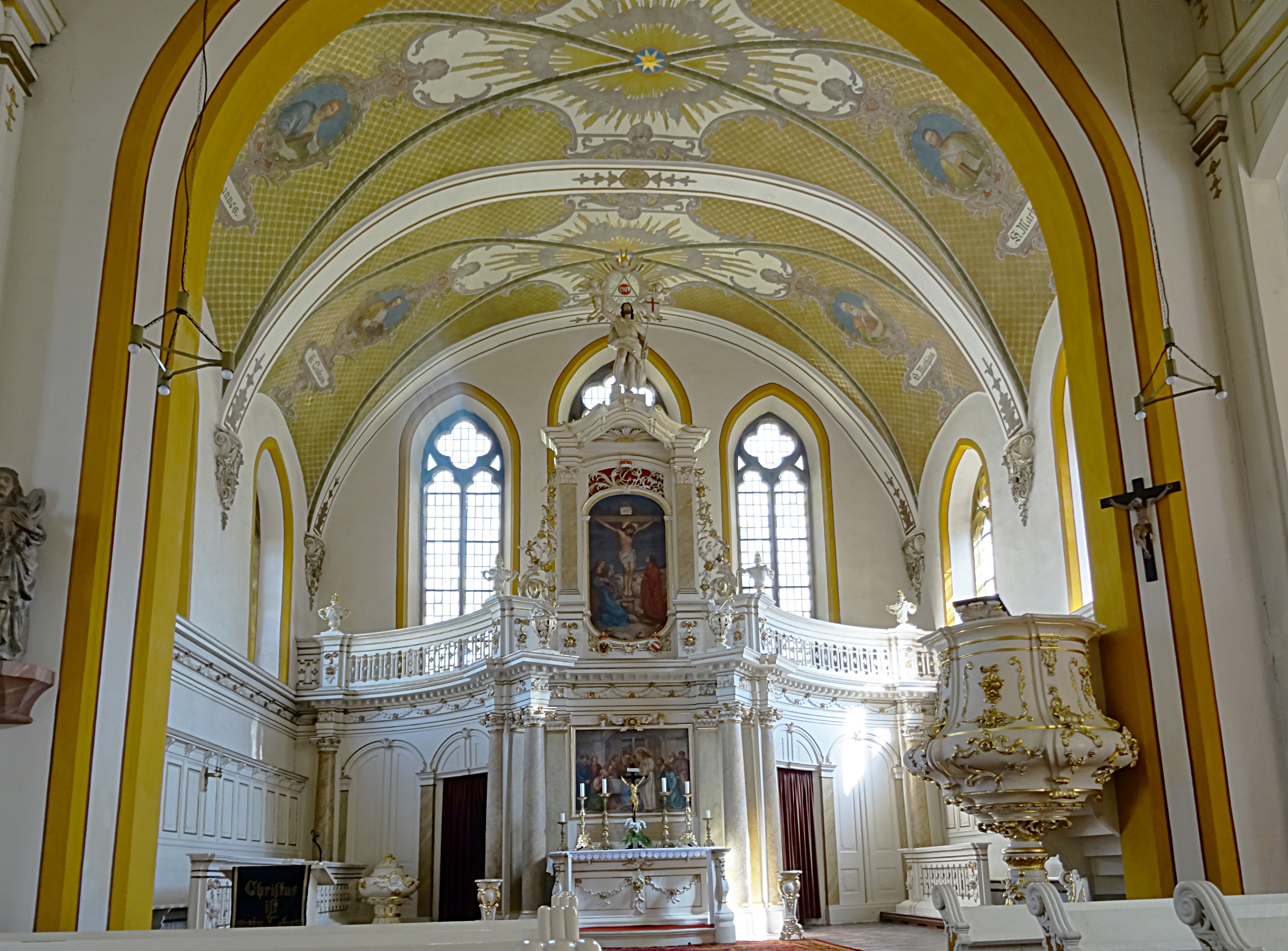
Der Chor

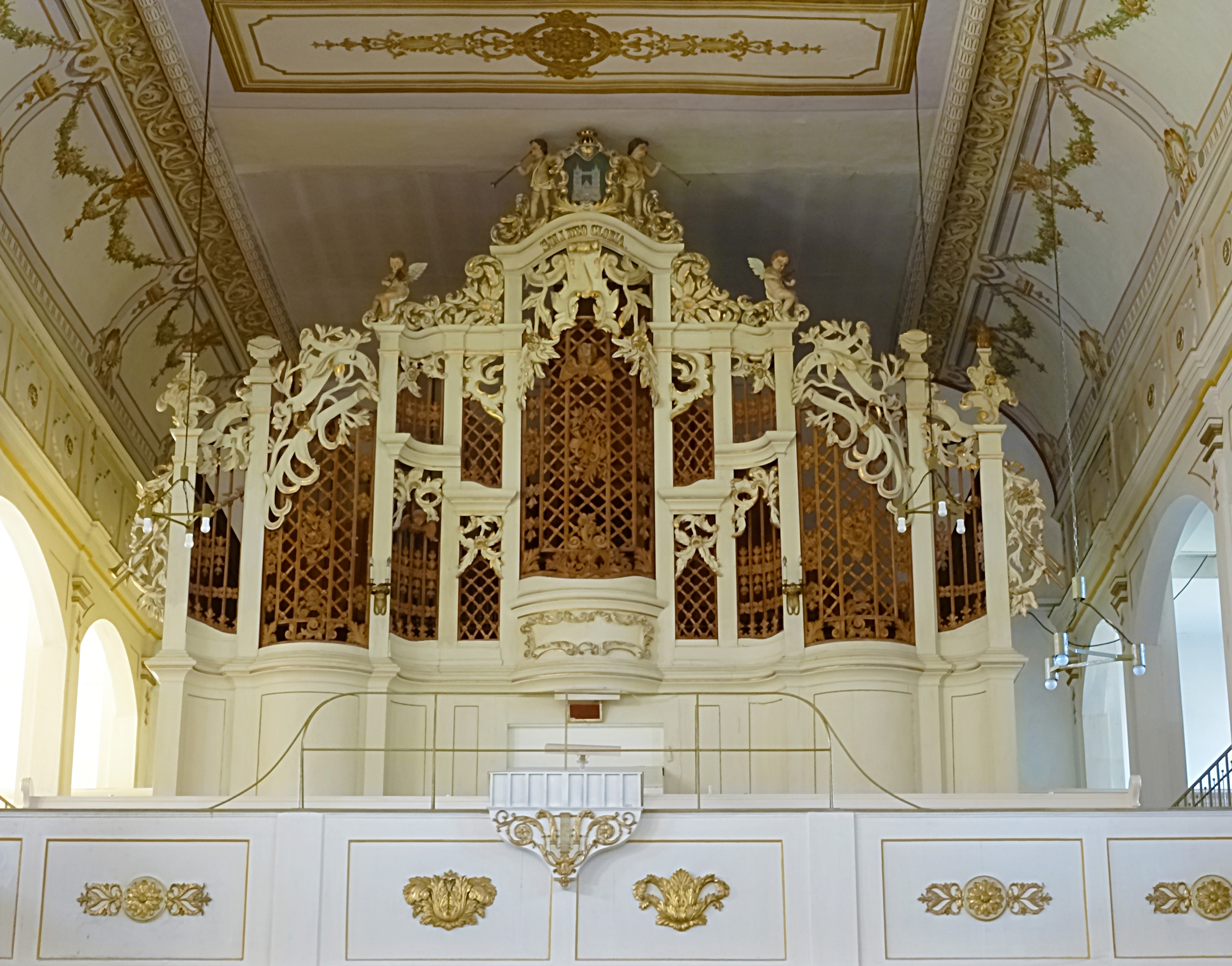
Orgelprospekt

## Architektur

### Äußeres
Die mächtige, das Bauwerk beherrschende Doppelturmfassade wurde in mehreren Bauabschnitten errichtet. Das Erdgeschoss ist mit einem rundbogigen Säulenportal in den Formen der Zisterzienserkirchen gestaltet und zeigt auf beiden Seiten des abgetreppten Gewändes je drei Säulen auf Basen mit Eckblättern und frühgotischen Knospenkapitellen rechts sowie Rankenkapitellen links aus der Zeit nach 1220.
Die Obergeschosse der Türme stammen aus der Mitte des 14. Jahrhunderts und zeigen eine Geschosseinteilung durch doppelten Rundbogenfries und Sims, eingefasst durch vertikalbetonende Ecklisenen. Die reich gestalteten Fenster sind teilweise kleeblattbogenförmig mit eingestellten Säulchen sowie mit Ecksäulchen gestaltet. Das oberste Geschoss wurde im späten 14. Jahrhundert vollendet und zeigt nach allen Seiten dreibahnige Maßwerkfenster, die von aufragenden Wimpergen bekrönt sind, sowie Fialen an den Turmecken. Beide Türme sind mit steinernen Pyramidenhelmen und Kreuzblumen abgeschlossen.
Das Langhaus endet in einem eingezogenen Chor und zeigt an den Seiten zwischen Strebepfeilern spitzbogige Fensterblenden mit übereinandergesetzten Fensterpaaren in Kleeblattbogenform, die drei Chorfenster wurden in vereinfachten Formen wiederhergestellt. Die südliche Portalvorhalle stammt aus der Zeit um 1320. Sie zeigt unterhalb ihrer Dachtraufe eine der Wand vorgeblendete spitzbogige Galerie und darüber einen Giebel von 1902 mit einer Figurengruppe von Ernst Paul (1856–1931), neben dem Heiland sind die Evangelisten Markus und Lukas sowie zwei Engelsfiguren dargestellt. In den Tabernakeln der Strebepfeiler stehen Figuren der Apostel, welche stilistisch mit denen des Triangelportals am Erfurter Dom verwandt sind. Die spätere nördliche Vorhalle ist zweijochig und kreuzrippengewölbt. Sie öffnet sich durch einen Spitzbogen nach Norden und zeigt an ihren Innenwänden je fünf Blendnischen mit Laubwerkskonsolen auf den Wimpergen, die beiden Figuren ähneln denen des Südportals. An den Turmgewölben ist eine spätromanische Wandmalerei mit biblischen Szenen (Opferung Isaaks, Christus als Weltenrichter, Jüngstes Gericht, Maria mit dem Kind, Aufnahme Mariens in den Himmel und der Heilige Franz von Assisi) erhalten.

### Inneres
Das Langhaus ist heute ein niedriger flachgedeckter Saal, dessen Mittelfeld durch die Emporenstützen angehoben wird. Chor und Langhaus sind durch eine Schranke getrennt. Der breit angelegte spätbarocke Altaraufbau wurde 1788 geschaffen. Die Orgel ist ein Werk von Adam Eifert aus dem Jahr 1903 mit 32 Registern auf drei
Manualen und Pedal.